# Derick Thomson
Derick S. Thomson MA, BA, Dlitt, FRSE, FBA, conegut com a Ruaraidh MacThòmais en gaèlic escocès, (Upper Bayble, Lewis, 5 d'agost de 1921 - 21 de març de 2012) fou un poeta, assagista, editor, lexicògraf escocès. Era originari de Upper Bayble (Pabail Uarach), com els autors gaèlics Iain Crichton Smith i Anna Frater, però passà la major part de la seva vida a Glasgow.
És conegut per haver dirigit la revista i editorial Gairm, la més duradora en llengua gaèlica. També fou President Honorari de la Llibreria de Poesia Escocesa, i membre de la Reial Societat d'Edimburg i de l'Acadèmia Britànica.
Estudià a Stornoway, i anà a la Universitat d'Aberdeen, de Cambridge i de Bangor. Fou mestre a les universitats d'Edimburg, Glasgow i Aberdeen. Fou professor de cèltic a Glasgow el 1963, i es retirà el 1991. També ha estat president del Gaelic Books Council 1968-91; de la Scottish Gaelic Texts Society; membre del Scottish Arts Council i cap del Comitè de Gaèlic del Partit Nacional Escocès (SNP).
És autor d'An Introduction to Gaelic Poetry, The Companion to Gaelic Poetry, European Poetry in Gaelic, i els reculls de poemes Creachadh na Clarsaidh (El pillatge de l'arpa/clarsach), Meall Garbh/La muntanya escabrosa (1995), Smeur an Dochais etc.